# Jorge Eliécer Prieto
Jorge Eliécer Prieto Riveros es un político y abogado colombiano miembro de la Alianza Verde elegido por elección popular para integrar el Senado de Colombia. Es un reconocido líder campesino del departamento de Casanare.

## Congresista de Colombia
En las elecciones legislativas de Colombia de 2014, Prieto Riveros fue elegido senador de la república de Colombia con un total de 28.212 votos.

## Carrera política
Prieto Riveros Fue el último intendente del departamento de Casanare, fue gobernador de su departamento entre 1998 y 2000. Fue candidato nuevamente a la gobernación de Casanare en 2011 perdiendo con Nelson Mariño quien posteriormente fue destituido.